# Manfred Such
Manfred Such (* 21. Dezember 1942 in Hamm) ist ein ehemaliger deutscher Politiker der Bündnis 90/Die Grünen.
Der Diplom-Verwaltungswirt (FH) war als Erster Kriminalhauptkommissar bei der Kreispolizeibehörde Soest tätig und am Ende seiner Dienstzeit der erste Opferschutzbeauftragte der Kreispolizeibehörde.
Er war Mitbegründer und Vorstandsmitglied der Bundesarbeitsgemeinschaft kritischer Polizistinnen und Polizisten. Er veröffentlichte 1988 seine Schrift Bürger statt „Bullen“.
Seit 1984 war er Mitglied der Partei Die Grünen. Von 1989 bis 1990 sowie von 1994 bis 1998 war er Mitglied des Deutschen Bundestages. Im Mai 2001 trat er auf einer außerordentlichen Mitgliederversammlung unter Protest aus der Partei aus. 2002 trat er der PDS bei, gründete den Kreisverband Soest und kandidierte anlässlich der Bundestagswahl für einen Listenplatz in Nordrhein-Westfalen. Seitdem hat er sich aus dem politischen Leben zurückgezogen und lebt in Dänemark.